# Suhoi Su-30MKI
Suhoi Su-30MKK (Modernizirovannyi Kommercheskiy Indiski(alfabetul chirilic: Модернизированный Коммерческий Индийский) (NATO: Flanker-H) este o versiune de export a avionului de luptă multirol Suhoi Su-30 proiectată împreună cu Hindustan Aeronautics Limited (HAL) pentru Forțele Aeriene Indiene.